# Family Album, U.S.A.
Family Album, U. S. A. (в пер. с англ. «Семейный альбом, США») — телесериал, выпущенный издательством MacMillan Publishers в 1991 году на основе книги Джеймса Келти (James Kelty) с аудиовизуальными материалами, предназначенными для обучения зрителей английскому языку. Режиссёрами сериала являлись Джо Энн Седвик (Jo Anne Sedwick) и Меррилл М. Мазуер (Merrill M. Mazuer), а продюсером являлся Элвин Куперман (Alvin Cooperman).

## Синопсис
Сюжет разворачивается вокруг жизни членов семьи Стюарт (Stewart) и их друзей в Нью-Йорке. Ричард Стюарт (Richard Stewart) — профессиональный фотограф, который решает сделать фотоальбом о Соединённых Штатах Америки под названием «Семейный альбом, США» («Family Album, U.S.A.»).

## Персонажи
- Ричард Стюарт (Richard Stewart) — фотограф, муж Мэрилин, отец Макса, брат Робби и Сьюзан, сын Филиппа и Эллен и внук Малколма и Бернис †.
- Мэрилин Стюарт (Marilyn Stewart) — жена Ричарда, мать Макса и невестка Сьюзан. Работает модельером и продавцом в Нью-Йоркском бутике.
- Малколм Стюарт (Malcolm Stewart) — вдовец Бернис †, отец Филиппа, дедушка Ричарда, Робби и Сьюзан и прадедушка Макса. Ему 72 года. Изначально проживал во Флориде, а в 3 эпизоде «Grandpa's Trunk» продал дом и мебель во Флориде и переехал к семье Стюарт в Нью-Йорк на поезде Amtrak, где познакомился с попутчицей Эльзой Тобин (Elsa Tobin). Чаще всего его называют просто дедушкой (Grandpa).
- Бернис Кэссиди Стюарт (Bernice Cassidy Stewart) † — умершая жена Малколма и бабушка Ричарда, Робби и Сьюзан. Упоминалась в заключительном разделе Focus In 3 акта 3 эпизода «Grandpa's Trunk» и 3 акта 13 эпизода «A Real Stewart».
- Филипп Стюарт (Philip Stewart) — детский педиатр, сын Малколма и Бернис †, отец Ричарда, Робби и Сьюзан, дедушка Макса.
- Эллен Стюарт (Ellen Stewart) — домохозяйка, мать Ричарда, Робби и Сьюзан, бабушка Макса.
- Робби Стюарт (Robbie Stewart) — 17-летний брат Ричарда и Сьюзан, сын Филиппа и Эллен, внук Малколма и Бернис † и дядя Макса. Изначально учился в старшей школе района Ривердейл (Riverdale), а в 9 эпизоде «It's Up to You» рассматривал возможность поступления в Колумбийский университет (Columbia University).
- Сьюзан Стюарт (Susan Stewart) — единственная сестра Ричарда и Робби, свекровь Мэрилин, дочь Филиппа и Эллен, внучка Малколма и Бернис † и тётя Макса. Работает в компании по производству игрушек в Нью-Йорке. Во 2 эпизоде «The Blind Date» познакомилась с сертифицированным бухгалтером Гарри Беннетом, за которого вышла замуж в 19 эпизоде «I Do».
- Гарри Беннет (Harry Bennet) — сертифицированный бухгалтер, жених (с 19 эпизода «I Do» — муж) Сьюзан, отец 9-летней Мишель и вдовец первой умершей жены. Впервые появился во 2 эпизоде «The Blind Date».
- Мишель Беннет (Michelle Bennet) — 9-летняя дочь Гарри Беннета и его первой умершей жены и приёмная дочь Сьюзан Стюарт (в замужестве — Беннет). Впервые появилась в 6 эпизоде «Thanksgiving».
- Молли Бейкер (Molly Baker) — детская медсестра и коллега Филиппа. Появилась в 8 эпизоде «You're Going to Be Fine».
- Александра Паппас (Alexandra Pappas) — студентка по обмену из Греции, временно проживающая с латиноамериканской семьёй в районе Бронкс (Bronx), возлюбленная Робби. Впервые появилась в 1 эпизоде «46 Linden Street», где познакомилась с Ричардом на палубе парома в Нью-Йорской гавани, а позже с помощью офицера полиции узнала адрес дома семьи Стюарт и вернула Ричарду сумку с фотопринадлежностями, которую он в спешке оставил на скамейке при выходе из парома.
- Макс Стюарт (Max Stewart) — сын Ричарда и Мэрилин, внук Филиппа и Эллен, племянник Робби и Сьюзан и правнук Малколма. Впервые появился в 13 эпизоде «A Real Stewart»[4].

## В ролях
- Стивен Калп (Steven Culp) — Ричард Стюарт (Richard Stewart)
- Эми Ван Ностранд (Amy Van Nostrand) — Мэрилин Стюарт (Marilyn Stewart)
- Роберт Донли (Robert Donley) — Малколм Стюарт (Malcolm Stewart)
- Рэй Дэш (Ray Dash) — доктор Филипп Стюарт (Dr. Philip Stewart)
- Люси Мартин (Lucy Martin) — Эллен Стюарт (Ellen Stewart)
- Адам Биск (Adam Biesk) — Робби Стюарт (Robbie Stewart)
- Сьюзан Бигелоу (Susan Bigelow) — Сьюзан Стюарт (Susan Stewart)
- Марк Циммерман (Mark Zimmerman) — Гарри Беннет (Harry Bennet)
- Дженна Фон Ой (Jenna Von Oy) — Мишель Беннет (Michelle Bennet)
- Петрония Пейли (Petronia Paley) — Молли Бейкер (Molly Baker)
- Кэтрин Маркопулос (Kathryn Marcopulos) — Александра Паппас (Alexandra Pappas)

## Эпизоды
Сериал «Семейный альбом, США» состоит из 26 эпизодов, каждый из которых представлял собой краткое резюме и открытый вопрос о возможном закрытии эпизода, а также завершался поучительным подходом к аспектам английского языка (раздел Focus In). Каждый эпизод был разделён на три акта.
Названия эпизодов:
1. 46 Linden Street
2. The Blind Date
3. Grandpa's Trunk
4. A Piece of Cake
5. The Right Magic
6. Thanksgiving
7. Man's Best Friend
8. You're Going to Be Fine
9. It's Up to You
10. Smell the Flowers
11. A Place of Our Own
12. You're Tops
13. A Real Stewart
14. Playing Games
15. Second Honeymoon
16. Full of Surprise
17. Photo Finish
18. Making a Difference
19. I Do
20. Quality Time
21. A Big Fish in a Little Pond
22. Career Choices
23. The Community Center
24. Parting Friends
25. Country Music
26. Opening Night[6]